# Pećina Drogarati
Pećina Drogarati jedan je od veoma poznatih lokaliteta na grčkom ostrvu Kefalonija, sa 200 stepenika koje treba savladati do pećinskih dvorana. Pećinu godišnje poseti veliki broj turista iz celog sveta, koji se dive prelepim stalaktitima i stalagmitima i drugim živopisnim pećinskim ukrasima prirode.

## Položaj i prostranstvo
Ovaj prirodni fenomen, najveći na Kefaloniji nalazi se na oko 5 kilometara južno od mesta Sami na glavnom putu Sami—Argostoli, na grčkom ostrvu Kefalonija (grč. Κεφαλλονιά, Κεφαλονιά) koje pripada grupi Jonskih ostrva. To je po površini najveće ostrvo ovog arhipelaga, koje u upravnoj podeli grčke pripada istoimenom okrugu Kefalonija. Glavno i najveće mesto ostrva i cele prefekture je grad Argostoli.
Do unutrašnjosti pećine i stazom kojom se može slobodno šetati, treba savladati visinu od 200 stepenika.
Geografski položaj
- Sverna geografska širina — 38° 13′ 38″ N,
- Istočna geografska dužina — 20° 37′ 43″ E
- Nadmorska visina — 671 m

## Istorija
Pećina Drogarati za koju geolozi smatraju da je stara oko 150 miliona godina, stanovnicima Samija i okoline poznata je od pre tri veka kada je zemljotres otvorio prolaz do nje.
Za javnost je otvorena tek 1963. godine. Speolozi su otkrili još neke prolaze za koje se veruje da vode u druge podzemne prostorije, ali dalje od toga se nije istraživalo.

## Geografija
Pećina Drogarati se nalazi na Kefalonijai najvećem ostrvu iz grupe Jonskih ostrva. Ukupna površina ostrva je 904 km². Ostrvo je odvojeno od bliske i manje Itake na istoku kanalom dužine 8,5 km a širine od 2 do 4,8 km. Obala je duga i razuđena. To se najviše odnosi na postojanje zaliva na jugozapadnoj obali, koji duboko zalazi u ostrvo i deli ga na veći (istočni) i manji (zapadni) deo.
Kefalonija je uglavnom krševita i brdovita. Šume su retke. Najveća planina je Enos, u južnom delu ostrva, sa najvišim vrhom 1.628 m koja je ujedno najviša tačka zapadne obale jonskog mora.

### Gološka prošlost
Tokom mezozojske ere, pre otprilike 225 miliona godina, današnje planinsko područje Kefalonije bilo je prekriveno vodama okeana Tetis, koje je obuhvatalo celu današnju Grčku, i sastojalo se od alpske geosinkline. Okean Tetis bio je dugačak hiljadu kilometara, široko 1.500 km i paralelno s Ekvatorom, nalazilo se između dva velika kontinenta, Laurazije, na severu i Gondvane, na jugu. U dubini Tetisa, sedimenti su se neprestano taložili na njegovom dnu, jer su u njegovim vodama živele mnogobrojne vrste organizama u velikom broju. Njihove školjke, ljušture i skeleti neprestano su se taložile u sedimentu i pod velikim pritskom vode fosilizirali.
Krajem mezozojske ere (pre oko 65 miliona godina) nastalo je razdoblje intenzivnih pokreta zemljine kore koje je počelo da utiče na čitav region okena Tetisa. Ti tektonski pokreti, koji se i danas održavaju, rezultovali su formiranjem savremenog helenskog krajolika. Nastanak planinske mase i podzemnih šupljina Kefalonije odvijao se u kasnijem razdoblju postepeno kao rezultat gore navedenih tektonskih pokreta. Tako su nastale stenska mase Kefalonije sastavljene od laporca, krečnjaka i dolomita koji pripadaju geotektonskoj zoni Paxos (ili Preapulίan), a javljaju se u formacijama tankih do debelih slojeva bogato prožetih fosilima.
Prema tome glavnu stensku nasu Kefalonije čine krečnjaci i dolomiti, čije se poreklo proteže od krede do paleogena. Krečnjak iz doba krede koji je podložan da postane krš, slojevevit je i često ispresecan podzemnim kraških šupljinama (pećinama) među koje spada i pećina Dragorati. Na površini je puno laporca. Kombinacija laporca i podzemnih šupljina formira kraška polja u podnožju istočnih padina Enosa na 390 metara nadmorske visine sa brojnim pećinama. To je razlog zašto na masivu, osim nekoliko izvora površinske vode, postoje i brojni dubinski kraški izvori. 

## Koncertna pećina — Drogarati
Zbog svoje akustičnosti pećina Drogarati nazvana je i „Koncertna pećina”  veličine je 900 m² i nalazi se pod zemljom na dubini od oko 60 metara, povezana je se oko 2 km dugim lavirintom koji se sastoji od brojnih prolaza i komora. Obložena je bezbrojnim narandžasto-žutim stalaktitima i stalagmitima koji vise sa tavanice.
Klimatski uslovi
U njoj je vlažnost vazduha do 90%, dok je temperatura konstantna (i leti i zimi) i kreće se oko 18 °C. Zbog velike vlažnosti staze kojima se prolazi prilično su klizave.
Opis pećine
Pećina Drogarati se sastoji iz dva dela, od kojih je prvi nekada bio produžetak glavne pećine, koji se nakon rušenja svoda pretvio u depresiju u zemlji.
Deo pećine koji je sada otvoren za javnost sastoji se od velike podzemne dvorane duge oko 100 m, koja je podeljena na dva prostora masivnim kamenim blokovima koji su se odvojili od krova, i formirali prirodnu platformu ukrašenu prozirnim stalaktitima, nazvanu „Kraljevski balkon”. Ispod ovog balkona prostire se drugi prostor, nazvan soba apoteoze. Ovo je polukružna dvorana dimenzija 65x45 m. visoka 20 m, čiji je svod bogato ukrašen stalaktitima.

Pećinska dvorana koja je zbog akustičnosti nazvana „Koncertna pećina” ima lepo sređen prostor sa koncertnim podijumom u sredini namenjen za koncerte u izvođenju operskih pevača. 

## Informacije za turiste
Pećina Drogarati je otvorena za posetioce od marta do oktobra, u vremenu od od 9:00 do 19:00 časova. U jeku sezone (jul i avgust) pećina radi od 9:00 do 21:00.
Cena ulaznice za odrasle je 5 €, a za decu (5-12 godina) 3 €. Deca do 5 godina ne plaćaju ulaz.

## Literatura
- Joseph Partsch: Kephallenia und Ithaka – eine geographische Monographie. In: Petermanns Mitteilungen. Ergänzungsband, Gotha 1890, S. 1–108.
- Casati, L., Dell'Oro, Beatric Le Risorgenti di Sami et i mulini di Argostoli, Speleologia 25, 1991, S. 32ff.
- Crossley, Robert Ian Kephallinia 1980, NPC Journal 1982, S. 71ff.
- Crossley, Robert Ian	The Sea-Mills of Argostoli, Caving International No.11 April 1981, S.9.
- Maurin, V. & Zoetl, J. Karsthydrologische Untersuchung auf Kephallenia (Ionische Inseln). - IV Colloque International de Spéléologie, Premier en Grèce, Athènes 1963, Athen 1965, S. 78-82
- Partsch, Dr. Joseph	Kephallenia und Ithaka - eine geographische Monographie, Gotha: Justus Perthes, 1890

## Spoljašnje veze
Mediji vezani za članak Pećina Drogarati na Vikimedijinoj ostavi